# 恋罪犯癖
恋罪犯癖（英语：Hybristophilia；词源为希腊语：ὕβρις，意为“傲慢”；ὑβρίζειν：“对他人实施暴行”以及“philo”，意为“强烈的喜好/偏爱”等），又称邦妮与克莱德综合症（Bonnie and Clyde syndrome）是一种心理学现象，指对犯罪者产生性兴趣和吸引力。该术语由約翰·曼尼于1986年提出。

## 表现
恋罪犯的表现包括对罪犯，尤其是连环杀手的浪漫化。许多罪犯，特别是那些犯下残暴罪行的人，在狱中会收到“粉丝来信”，其中有些带有爱情或性暗示，据推测这与该现象有关。一些女性给因犯罪入狱的男性写情书，甚至试图与其建立关系，这类人有时被称为“狱中迷妹”或“连环杀手迷妹”。在某些情况下，这些罪犯的崇拜者甚至会在狱中与他们结婚。
较为罕见，但男性也可能对女性连环杀手产生迷恋。